# Chahid Charrak

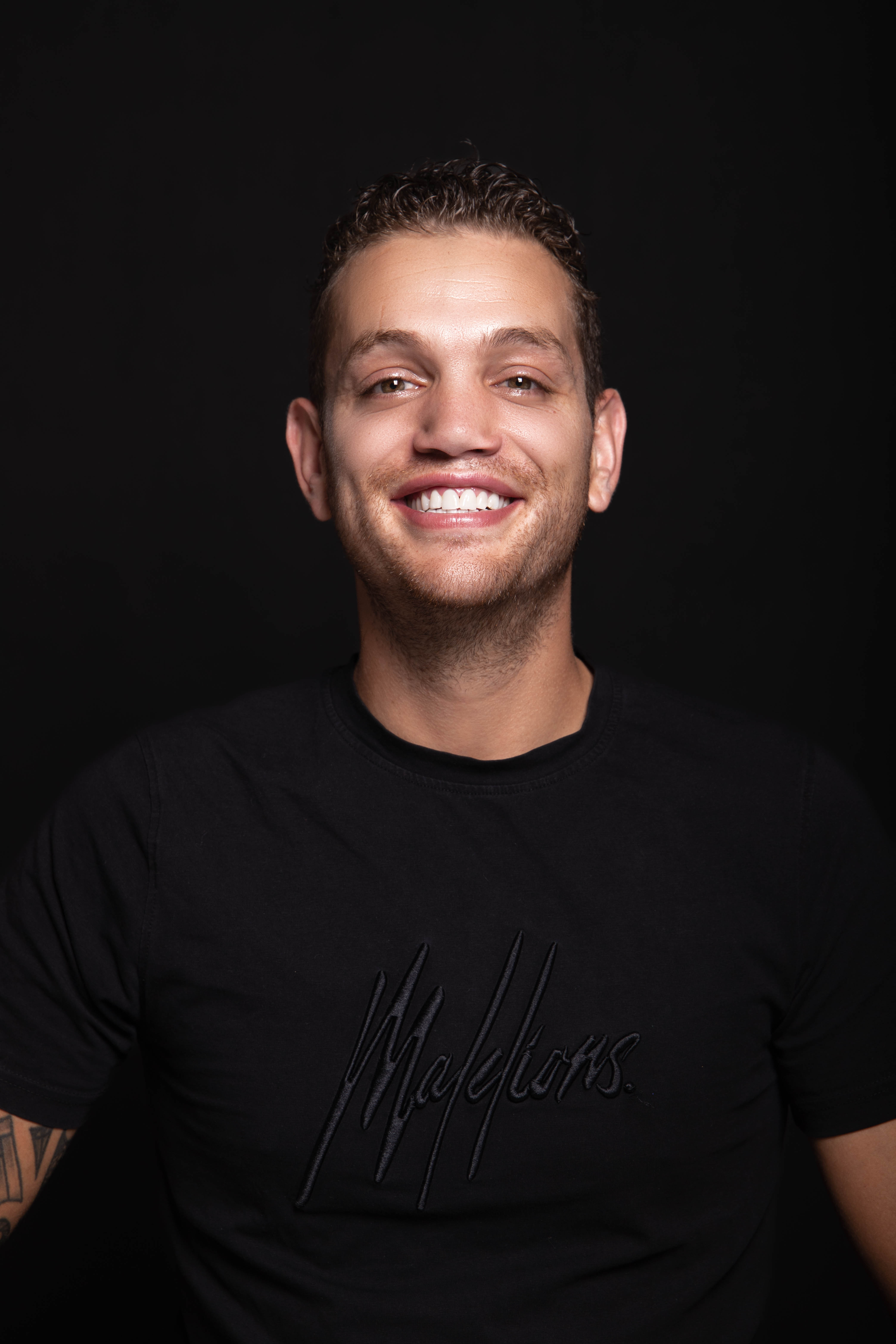
Chahid Charrak in 2022

Chahid Charrak (Zeewolde, 7 mei 1990) is een Nederlands ondernemer en online influencer.

## Carrière
Charrak verliet voortijdig de middelbare school en werkte als tiener in een pallethandel in Zeewolde en later Litouwen. Hij keerde op zijn achttiende terug naar Nederland waar hij zich met behulp van gespaard geld en zijn stiefvader stortte op de handel in tegels. In ongeveer tien jaar verwierf hij zes bedrijven in de sanitair- en tegelbranche en werd hij  multimiljonair.
Sinds oktober 2019 is Charrak onder de naam Dutch Performante actief op Instagram en vanaf april 2020 heeft hij onder dezelfde naam een kanaal op YouTube. Met foto's en filmpjes van zijn Lamborghini en ontmoetingen met bekende youtubers en het organiseren van online challenges wist hij in korte tijd enkele honderdduizenden volgers te halen en mediabekendheid te genereren.
In 2023 nam Charrak deel aan RTL 4-programma De Verraders, dat hij uiteindelijk won samen met twee medekandidaten. In 2025 nam hij deel aan het programma Hunted VIPS.
Charrak is ambassadeur van het Wilhelmina Kinderziekenhuis (WKZ).

## Privéleven
Chahid Charrak is getrouwd en heeft vier kinderen. Hij heeft een vader van Marokkaanse afkomst en een Nederlandse moeder.  

## Varia
In september 2021 haalde Charrak het Guinness Book of Records met een record van 'grootste popcornbak'. Hij vulde een bak van negen meter hoogte met 173 kuub popcorn. Deze popcorn was afkomstig van een bedrijf dat de popcorn niet meer als consumptie kon gebruiken in verband met de coronacrisis-sluitingen van Nederlandse bioscopen. Hij haalde hiermee geld op voor het WKZ.